# Williams (Califòrnia)
Williams és una població dels Estats Units a l'estat de Califòrnia. Segons el cens del 2000 tenia 3.670 habitants.

## Demografia
Segons el cens del 2000, Williams tenia 3.670 habitants, 924 habitatges, i 745 famílies. La densitat de població era de 260,5 habitants/km².
Dels 924 habitatges en un 51,3% hi vivien nens de menys de 18 anys, en un 66,2% hi vivien parelles casades, en un 8,7% dones solteres, i en un 19,3% no eren unitats familiars. En el 16,9% dels habitatges hi vivien persones soles el 8,7% de les quals corresponia a persones de 65 anys o més que vivien soles. El nombre mitjà de persones vivint en cada habitatge era de 3,7 i el nombre mitjà de persones que vivien en cada família era de 4,18.
Per edats la població es repartia de la següent manera: un 34,6% tenia menys de 18 anys, un 12,9% entre 18 i 24, un 28% entre 25 i 44, un 15,4% de 45 a 60 i un 9,2% 65 anys o més.
L'edat mediana era de 27 anys. Per cada 100 dones de 18 o més anys hi havia 105,7 homes.
La renda mediana per habitatge era de 32.042 $ i la renda mediana per família de 36.389 $. Els homes tenien una renda mediana de 29.625 $ mentre que les dones 20.000 $. La renda per capita de la població era d'11.010 $. Entorn del 15,5% de les famílies i el 19,2% de la població estaven per davall del llindar de pobresa.

## Poblacions més properes
El següent diagrama mostra les poblacions més properes.